# العلاقات الباكستانية الفرنسية
العلاقات الباكستانية الفرنسية هي العلاقات الثنائية التي تجمع بين باكستان وفرنسا.

## مقارنة بين البلدين
هذه مقارنة عامة ومرجعية للدولتين:
| وجه المقارنة                                              | باكستان                     | فرنسا                                                    |
| --------------------------------------------------------- | --------------------------- | -------------------------------------------------------- |
| المساحة (كم2)                                             | 881.91 ألف                  | 643.80 ألف                                               |
| عدد السكان (نسمة)                                         | 197.02 مليون                | 67.12 مليون                                              |
| الكثافة السكانية (ن./كم²)                                 | 223.4                       | 104.26                                                   |
| العاصمة                                                   | إسلام آباد                  | باريس                                                    |
| اللغة الرسمية                                             | لغة إنجليزية، اللغة الأردية | لغة فرنسية                                               |
| العملة                                                    | روبية باكستانية             | يورو، فرنك س ف ب، فرنك فرنسي، Livre tournois ‏            |
| الناتج المحلي الإجمالي (بليون دولار)                      | 304.95 مليار                | 2.58 تريليون                                             |
| الناتج المحلي الإجمالي (تعادل القوة الشرائية) بليون دولار | 946.67 مليار                | 2.87 تريليون                                             |
| الناتج المحلي الإجمالي الاسمي للفرد دولار أمريكي          | 1.43 ألف                    | 36.20 ألف                                                |
| الناتج المحلي الإجمالي للفرد دولار أمريكي                 | 4.81 ألف                    | 39.33 ألف                                                |
| مؤشر التنمية البشرية                                      | 0.538                       | 0.888                                                    |
| رمز المكالمات الدولي                                      | +92                         | +33                                                      |
| رمز الإنترنت                                              | .pk                         | .fr، .bzh ‏، .tf، .re، .wf، .yt، .pm، .paris              |
| المنطقة الزمنية                                           | ت ع م+05:00                 | أوروبا/باريس ‏، توقيت وسط أوروبا، توقيت وسط أوروبا الصيفي |

## منظمات دولية مشتركة
يشترك البلدان في عضوية مجموعة من المنظمات الدولية، منها:
| علم المنظمة | اسم المنظمة                               | تاريخ انضمام باكستان | تاريخ انضمام فرنسا |
| ----------- | ----------------------------------------- | -------------------- | ------------------ |
|             | وكالة ضمان الاستثمار متعدد الأطراف        | 12 أبريل 1988        | 28 ديسمبر 1989     |
|             | منظمة الشرطة الجنائية الدولية             | ?                    | ?                  |
|             | منظمة حظر الأسلحة الكيميائية              | ?                    | ?                  |
|             | منظمة التجارة العالمية                    | ?                    | 1995               |
|             | سياتو                                     | ?                    | ?                  |
|             | الفريق المعني برصد الأرض                  | ?                    | ?                  |
|             | الأمم المتحدة                             | 30 سبتمبر 1947       | 24 أكتوبر 1945     |
|             | مؤسسة التمويل الدولية                     | 20 يوليو 1956        | 20 يوليو 1956      |
|             | يونسكو                                    | 14 سبتمبر 1949       | 4 نوفمبر 1946      |
|             | بنك التنمية الآسيوي                       | 1966                 | 1970               |
|             | البنك الدولي للإنشاء والتعمير             | 11 يوليو 1950        | 27 ديسمبر 1945     |
|             | المنظمة الهيدروغرافية الدولية             | ?                    | ?                  |
|             | الاتحاد البريدي العالمي                   | ?                    | ?                  |
|             | المركز الدولي لتسوية المنازعات الاستشارية | 15 أكتوبر 1966       | 20 سبتمبر 1967     |
|             | الاتحاد الدولي للاتصالات                  | 26 أغسطس 1947        | 1866               |

## أعلام
هذه قائمة لبعض الشخصيات التي تربطها علاقات بالبلدين:
- أيوب أمية (14 أبريل 1930 – 10 يوليو 2008)
- جمايما جولد سميث (ناشطة وصحفية بريطانية، 30 يناير 1974 – )
- عثمان خالد بوت (9 فبراير 1986 – )

## وصلات خارجية
- موقع وزارة الخارجية الباكستانية
- موقع وزارة الخارجية الفرنسية